# Александровка (Сакский район)
Александровка (укр. Олександрівка, крымскотат. Aleksandrovka, Александровка) — упразднённое село в Сакском районе Республики Крым (согласно административно-территориальному делению Украины — Автономной Республики Крым), располагавшееся в центре района. Присоединено к городу Саки, сейчас фактически — центральная часть города, южнее железнодорожной станции.

## История
Впервые в доступных источниках селение встречается в «Списке населённых мест Таврической губернии по сведениям 1864 года», составленном по результатам VIII ревизии 1864 года, согласно которому Александровка — казённая русская деревня в составе Сакской волости Евпаторийского уезда, с 18 дворами и 113 жителями при Сакском соляном озере. На трёхверстовой карте 1865—1876 года в деревне обозначено 20 дворов. В «Памятной книге Таврической губернии 1889 года», включившей результаты Х ревизии 1887 года, Саки-Александровка записаны как одно селение, со 119 дворами и 653 жителями. В «…Памятной книжке Таврической губернии на 1892 год» также вместе значатся село Саки и деревня Александровка, входившие в Сакское сельское общество, с 724 жителями в 98 домохозяйствах в обеих.
Земская реформа 1890-х годов в Евпаторийском уезде прошла после 1892 года; в результате её селение приписали к обновлённой Сакской волости. По «…Памятной книжке Таврической губернии на 1900 год», в объединённом селе Саки-Александровка, составлявшем Сакское сельское общество, числилось 1211 жителей в 205 дворах. По Статистическому справочнику Таврической губернии. Ч.II-я. Статистический очерк, выпуск пятый Евпаторийский уезд, 1915 год, в селе Саки-Александровка Сакской волости Евпаторийского уезда числилось 297 дворов со смешанным населением в количестве 1914 человек приписных жителей и 31 — «посторонних»}.
После установления в Крыму Советской власти, по постановлению Крымревкома от 8 января 1921 года № 206 «Об изменении административных границ» была упразднена волостная система, и село вошло в состав Евпаторийского района Евпаторийского уезда, а в 1922 году уезды получили название округов. 11 октября 1923 года, согласно постановлению ВЦИК, в административное деление Крымской АССР были внесены изменения, в результате которых округа были отменены и произошло укрупнение районов: территорию округа включили в Евпаторийский район. Согласно Списку населённых пунктов Крымской АССР по Всесоюзной переписи 17 декабря 1926 года, в пгт Саки (Александровка), центре упразднённого к 1940 году Сакского сельсовета Евпаторийского района, числилось 698 двора, из них 559 некрестьянских, население составляло 2450 человек, из них 1792 русских, 327 украинцев, 3 белоруса, 112 татар, 40 греков, 14 немцев, 52 армянина, 48 евреев, 20 поляков, 12 эстонцев, 3 чеха, 26 записаны в графе «прочие», действовала русско-татарская школа 7-летка. После образования в 1935 году Сакского района селение вошло в его состав. На километровой карте Генштаба Красной армии 1941 года и двухкилометровке РККА 1942 года Александровка ещё обозначена, но в дальнейшем в доступных документах не встречается.